# Giulio Cattivelli
Giulio Cattivelli (Piacenza, 15 luglio 1919 – Parma, 10 agosto 1997) è stato un critico cinematografico e giornalista italiano.

## Biografia
Laureato in lettere, ha iniziato l'attività giornalistica subito dopo la fine della seconda guerra mondiale collaborando alla rinascita del quotidiano piacentino Libertà, sul quale scrisse fino alla morte firmandosi "Cat". Inizialmente si occupò della pagina sportiva del quotidiano, al seguito del Piacenza — per il quale coniò l'appellativo Papaveri, ispirandosi alla canzone Papaveri e papere di Nilla Pizzi —; in seguito si dedicò all'attività di critico, assecondando la passione per il cinema trasmessagli dalla madre.
Cattivelli si occupò della terza pagina di Libertà dal 1945 al 1994, in particolare di recensioni cinematografiche, per le quali si ispirò alle idee di Guido Aristarco e della rivista Cinema Nuovo, applicando sistemi di valutazione all'avanguardia rispetto ai tempi; con Aristarco collaborò alla stesura del volume Il mestiere del critico, e partecipò in qualità di giurato a numerosi festival cinematografici nazionali. Parallelamente s'impegnò nel mondo culturale piacentino, ispirando in collaborazione con Ersilio Tonini uno dei primi cineforum cittadini; inoltre ricoprì la carica di preside di vari istituti scolastici di Piacenza, e pubblicò volumi sulla storia recente della città emiliana.
Nel 1983, alla nascita di Telelibertà, fu chiamato a condurre una rubrica di approfondimento cinematografico, Al cinema con Cat, proseguita fino al 1995; dalla sua esperienza di critico sono state tratte due raccolte postume di articoli, Al cinema con Cat (2007) e Il quadernuccio di Cat (2010).
Dopo la scomparsa gli è stato dedicato il Cineclub di Piacenza.
Dal 2017 esiste il Premio Cat, contest nazionale di critica cinematografica ideato e diretto da Piero Verani a 20 anni dalla scomparsa di Giulio Cattivelli e realizzato da Cinemaniaci Associazione Culturale in collaborazione con Editoriale Libertà e Fondazione di Piacenza e Vigevano. Nel 2019, centenario della nascita del "Cat" (come firmava i suoi pezzi), il premio giunge alla terza edizione.

## Opere
- Giulio Cattivelli, Come eravamo, ritratto di città, Piacenza, 1976